# 安德鲁·曼戈
安德鲁·詹姆斯·亚历山大·曼戈（英語：Andrew James Alexander Mango，1926年6月14日—2014年7月6日）是一位英国作家以及BBC员工。 

## 生平
他出生于伊斯坦堡，是律师亚历山大·曼戈的三个儿子之一，拜占庭学家西里尔·曼戈是他的弟弟。安德鲁·曼戈在伊斯坦布尔长大，并掌握了多门语言。
曼戈还年轻的时候，曾在安卡拉的英国大使馆做过新闻发言人。1947年，他搬到伦敦，一直住在那里，直至去世。他获得了倫敦大學的几个学位，包括波斯文学博士学位。
曼戈在学生时代就加入了BBC的土耳其语分部，并且整个职业生涯都在对外频道中, 他被晋升为土耳其语项目组织者，之后成为了南欧频道的频道总监（Head of the South European Service）。1986年退休。曼戈于2014年7月6日去世，享年88岁。英国驻土耳其大使理查德宣布了其去世的消息。

## 著作
- Turkey (1968)
- Discovering Turkey (1971)
- Turkey: The Challenge of a New Role (1994)
- Atatürk: The Biography of the Founder of Modern Turkey (1999)
- The Turks Today（英语：The Turks Today） (2004)
- Turkey and the War on Terrorism (2005)
- From the Sultan to Atatürk — Turkey (2009)

因为有波斯语及阿拉伯语的研究背景，使得曼戈还掌握了奥斯曼土耳其语。他在倫敦大學亞非學院的博士学位论文的主题是亚历山大大帝。在之后的整个职业生涯中，他还曾在该学院中作为嘉宾授课，并为近代土耳其研究提供建议。
1968年，在BBC供职的曼戈出版了他的第一部书籍。退休之后，其著作产量进一步提高。从1999年起，他撰写的关于凯末尔·阿塔图尔克的书籍就享誉国际。